# IC 445
IC 445 — галактика типу S0 (спіральна галактика) у сузір'ї Жираф.
Цей об'єкт міститься в оригінальній редакції індексного каталогу.